# Luíza Maranhão
Luíza Maranhão (Porto Alegre, 20 de setembro de 1940) é uma atriz brasileira.

## Biografia
Começou no rádio, em 1953, quando estreou na rádio Gaúcha. Mudou-se para São Paulo, indo trabalhar na rádio Record, aonde ficou até 1959.
Transfere-se para o Rio de Janeiro, trabalhando na TV Tupi. A convite de Joe Lester e Arlette Lester, faz sua estréia no teatro.

## Carreira

### No cinema
| Ano  | Título                    | Personagem          |
| ---- | ------------------------- | ------------------- |
| 1985 | Chico Rei                 | Esposa de Chico Rei |
| 1973 | Boi de Prata              | Maria dos Remédios  |
| 1968 | Colagem                   | Ela Mesma           |
| 1967 | Garota de Ipanema         | Amiga               |
| 1966 | A Grande Cidade           | Freguesa na feira   |
| 1964 | Ganga Zumba               | Dandara             |
| 1962 | O Assalto ao Trem Pagador | Zulmira             |
| 1962 | Barravento                | Cota                |
| 1961 | A Grande Feira            | Maria da Feira      |

### Na Televisão
| Ano  | Título            | Personagem |
| ---- | ----------------- | ---------- |
| 1990 | Escrava Anastácia | Alice      |

## Teatro
- 1971 - A Pantera
- 1976 - A Fazenda de Café
- 1992 - Il Piccolo Luca
- 1997 - La Belle di Napoli